# Bistum Trebinje-Mrkan
Das Bistum Trebinje-Mrkan (kroat. und bosn. Trebinjsko-mrkanska biskupija, lateinisch Dioecesis Tribuniensis et Marcanensis) ist ein römisch-katholisches Bistum in Bosnien und Herzegowina, welches den südöstlichen Teil des Staates umfasst. Die Verwaltung des Bistums obliegt den Bischöfen von Mostar. Seit dem 11. Juli 2020 übernahm Bischof Petar Palić als Apostolischer Administrator die Verwaltungsaufgaben des Bistums Trebinje-Mrkan.

## Geschichte des Bistums Trebinje-Mrkan
Die lateinische Diözese Tribuniensis wurde in der zweiten Hälfte des 10. Jahrhunderts durch Papst Gregor V. errichtet. 1240/42 wurde das Gebiet von den Tataren zerstört. Der Bischof fand Zuflucht in der von den Mongolen belagerten Stadt Dubrovnik.
Die Errichtung der Diözese Marcanensis geht auf das Jahr 1361 und Papst Innozenz VI. zurück. Unter Papst Clemens VII. würden die beiden Bistümer 1391 vereinigt. In der Osmanischen Zeit (1400–1800) regierten die Bischöfe ihr Bistum meist von der befestigten und sicheren Stadt Dubrovnik aus. Nikola Ferić war der letzte Bischof von Trebinje-Mrkan. Nach seinem Tod am 30. Mai 1819 wurde das Bistum direkt dem Heiligen Stuhl, der Congregatio de Propaganda Fide, unterstellt und ein Mitglied des Domkapitels von Dubrovnik als Apostolischer Delegat eingesetzt.
Nach der Zirkumskription der Pfarreien und des gesamten Territoriums von Bosnien-Herzegowina stets mit sieben eigenen Pfarreien unterstand der Jurisdiktion des Bischofs von Dubrovnik. Dieser Zustand währte bis zum Jahre 1890.

## Papst Leo XIII.
Der Heilige Stuhl erließ unter Papst Leo XIII. am 8. Juli 1890 die Bulle Ex hac augusta, in welcher die Verwaltung des Bistums den Bischöfen des Bistums Mostar-Duvno übertragen wurde. Der damalige Bischof von Mostar-Duvno, Paškal Buconjić, wurde somit neuer Apostolischer Administrator. Im Jahre 1891 kam es zu partiellen Grenzveränderungen bzw. -präzisierungen innerhalb der Diözese. Die Verwaltung des Bistums durch die Bischöfe von Mostar-Duvno hält an.

## Statistik aus dem Jahr 1937
Im Jahre 1937 hatte das Bistum zehn Gemeinden und zwei Dekanate. Die Zahl der Gläubigen Katholiken betrug: 25.126 Gläubige, überwiegend Kroaten. Des Weiteren gab es 13 Gemeindepriester, 11 Ordensschwestern und 2 Schwesternhäuser. Zusammen mit dem Bistum Mostar-Duvno umfasste es eine Fläche von ca. 12.229 Quadratkilometern.

## Die Zeit 1941–1945
Während des Zweiten Weltkriegs hatte die Gemeinde des Bistums vor allem unter dem Terror der serbisch-montenegrinischen Tschetniks zu leiden.

## In der Zeit 1991–1995
Erwähnenswert ist, dass mit dem Angriff der serbisch-montegrinischen Streitkräfte auf das Dorf Ravno im Herbst 1991 der Kriegsausbruch im heutigen Staatsgebiet von Bosnien-Herzegowina bereits ein halbes Jahr vor dem offiziellen Kriegsbeginn liegt bzw. der Kriegsausbruch aus kroatischer Sicht gedeutet werden könnte. Seit dem Jahre 1995 befinden sich Teile des Bistums auf dem Gebiet der Republika Srpska.

## Dekanate
Die zwei Dekanate, die bis heute Bestand haben, sind:
1. Trebinje mit den vier Pfarreien Trebinje, Donji Stolac, Ravno, und Trebinja. Laut dem Schematismus aus dem Jahre 1937 gab es insgesamt 8.511 Gläubige. Die Stelle des Dechanten wurde nicht besetzt.
2. Stolac mit den 6 Pfarreien Donje Hrano, Gornje Hrano, Klepci, Prenj-Dubrava, Rotmilja und Stolac, mit insgesamt 16.615 Gläubigen, laut der Zählung aus dem Jahre 1937.

## Kathedrale

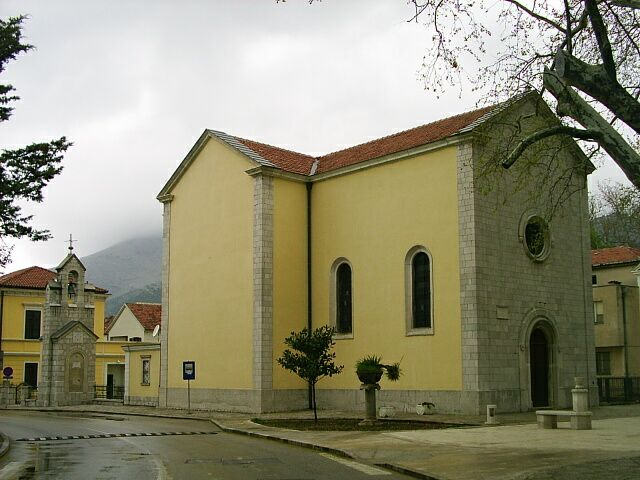
Mariä-Geburt-Kathedrale in Trebinje

Am 7. Juni 1884 wurde die 1880 begonnene Mariä-Geburt-Kirche eingeweiht. 1917/18 wurde die Kirche renoviert und bemalte Glasfenster (Stiftung angesehener Familien aus Trebinje) eingesetzt. Pläne aus dem Jahre 1913 für zwei Türme konnten nicht verwirklicht werden. 1928 wurde ein kleiner Glockenturm neben der Kirche errichtet. Anlässlich des Tausendjahrfeier des Bistums Trebinje und des hundertjährigen Jubiläums der Stadtkirche wurde diese von der Kongregation für die Evangelisierung der Völker, mit Zustimmung von Papst Johannes Paul II. durch den Apostolischen Administrator Pavao Žanić, Bischof von Mostar-Duvno, zur Kathedrale erhoben. Im Jahr 2000 wurden Kathedrale und Turm komplett renoviert.

## Statistik aus dem Jahr 2013
Das Bistum Mostar-Duvno gibt für das Bistum Trebinje-Mrkan folgende Statistik bekannt:
- Pfarreien 15
- Dekanate 2
- Priester im Pfarrdienst 16
- außerhalb der Pfarreien 8
- 2 religiöse Gemeinschaften (Schwestern) in Neum und Stolac
- Die Zahl der Katholiken betrug:[6]
- 1991 – 15.166 Gläubige
- 1995 – 17.174
- 2001 – 19.850
- 2010 – 21.272